# Atheta subplana
Atheta subplana är en skalbaggsart som först beskrevs av J. Sahlberg 1880.  Atheta subplana ingår i släktet Atheta, och familjen kortvingar. Arten är reproducerande i Sverige.